# Apogon hyalosoma
 Apogon hyalosoma és una espècie de peix de la família dels apogònids i de l'ordre dels perciformes.

## Morfologia
Els mascles poden assolir els 17 cm de longitud total.

## Distribució geogràfica
Es troba a Àsia i Oceania: des del Japó fins a Indonèsia i Papua Nova Guinea. També a Nova Caledònia i Micronèsia.